# Robert Bodewig

Rudolf Bodewig im Alter von etwa 45 Jahren

Robert Bodewig (* 1. Dezember 1857 in Wermelskirchen-Belten; † 4. Dezember 1923 in Oberlahnstein) war ein deutscher Gymnasiallehrer, Historiker und als Autodidakt Archäologe und Streckenkommissar der Reichs-Limeskommission (RLK).

## Leben und Wirken
Der aus einfachen Verhältnissen stammende Robert Bodewig war von 1878 bis 1881 als Elementarlehrer in Remscheid tätig und absolvierte 1882 sein Abitur in Barmen. Anschließend studierte er Geschichte, Geographie, Lateinisch und Griechisch, zunächst vom Sommersemester 1882 bis zum Wintersemester 1884/1885 in Berlin, anschließend vom Sommersemester 1885 bis zum Wintersemester 1885/1886 in Münster, wo er 1886 die erste Lehramtsprüfung absolvierte. Im selben Jahr begann er ein Probejahr am Gymnasium Barmen und promovierte an der Akademie Münster zum Dr. phil. Im Jahre 1887 wurde er Lehrer an der Höheren Töchterschule in Unterbarmen. Das Jahr 1888 sah ihn als Gründungsrektor der höheren Knabenschule in Bünde, des heutigen Freiherr-vom-Stein-Gymnasiums. Im Jahre 1890 übersiedelte er nach Oberlahnstein und wurde am dortigen Realprogymnasium zunächst Hilfslehrer. Bereits ein Jahr später avancierte er dort zum Oberlehrer. Diese Stelle behielt er bis zur Versetzung in den Ruhestand Anfang 1923. Im Jahre 1906 wurde er zum „Rat IV. Klasse“ und zum Professor ernannt. Im Jahre 1914 bekam er den „Roten Adlerorden IV. Klasse“ verliehen. Von 1921 bis 1922 war er kommissarischer Schulleiter des Oberlahnsteiner Gymnasiums.
Im Jahre 1897 wurde Bodewig per Ministerialverfügung zum Streckenkommissar der Reichs-Limeskommission ernannt. Als solchem unterstand ihm die örtliche Grabungsleitung der Kastelle Hunzel, Heddesdorf, Marienfels und Ems sowie der Kleinkastelle Becheln und Pohl. Darüber hinaus untersuchte und publizierte er im Limeswerk das römische Straßennetz im Gebiet zwischen Lahn und Aar. Am „Winckelmannstag“ (dem 9. Dezember) 1899 wurde er zum korrespondierenden Mitglied des Deutschen Archäologischen Instituts ernannt.
Im Jahre 1904 wurde Bodewig Vorsitzender des Lahnsteiner Altertumsvereins, dem er bereits seit 1894 als Sekretär und Schriftführer angehört hatte. Dieses Amt hatte er bis zu seinem Tode inne. Die Funde Bodewigs bildeten den Grundstock der Sammlungen des Lahnsteiner Altertumsvereins und damit des 1914 gegründeten Heimatmuseums für Oberlahnstein und den Kreis St. Goarshausen. Das Museum wurde 1945 geschlossen, fand seine Fortführung aber im 1965 eröffneten Museum der Stadt Lahnstein im Hexenturm.
Robert Bodewig verstarb am 3. Dezember 1923 im Alter von 66 Jahren in Oberlahnstein, drei Tage nach seinem 66. Geburtstag. Im Jahre 1969 benannte die Stadt Oberlahnstein eine Straße im Ort nach Robert Bodewig.

## Schriften (Auswahl)
- 1897: Das Kastell Hunzel. In der Reihe Der obergermanisch-raetische Limes des Roemerreiches (Hrsg. Ernst Fabricius, Felix Hettner, Oscar von Sarwey), Abteilung B, Band 1
- 1903: Das Kastell Heddesdorf. In der Reihe Der obergermanisch-raetische Limes des Roemerreiches (Hrsg. E. Fabricius, F. Hettner, O. von Sarwey), Abteilung B, Band 1
- 1903: Das Erdkastell Marienfels. In der Reihe Der obergermanisch-raetische Limes des Roemerreiches (Hrsg. E. Fabricius, F. Hettner, O. von Sarwey), Abteilung B, Band 1
- 1911: Das Kastell Ems. In der Reihe Der obergermanisch-raetische Limes des Roemerreiches (Hrsg. E. Fabricius, F. Hettner, O. von Sarwey), Abteilung B, Band 1
- 1911: Das Straßennetz im Gebiet des Limes von der Lahn bis zur Aar I. In der Reihe Der obergermanisch-raetische Limes des Roemerreiches (Hrsg. E. Fabricius, F. Hettner, O. von Sarwey), Abteilung A, Band 1.1
- 1914: Das Straßennetz im Gebiet des Limes von der Lahn bis zur Aar I. In der Reihe Der obergermanisch-raetische Limes des Roemerreiches (Hrsg. E. Fabricius, F. Hettner, O. von Sarwey), Abteilung A, Band 1.2

Diese und weitere Schriften erschienen in der so genannten Bodewig-Edition des Lahnsteiner Altertumsvereins:
- Prof. Dr. Robert Bodewig. Lehrer – Historiker – Archäologe. Bd. 1: Größere Schriften. Gesammelt und aufbereitet von Hans G. Kuhn. Garwain, Koblenz 1998, ISBN 3-9806009-3-9
- Prof. Dr. Robert Bodewig. Lehrer – Historiker – Archäologe. Bd. 2: Kleinere Schriften, Leben und Werk. Gesammelt und aufbereitet von Hans G. Kuhn. Imprimatur, Lahnstein 2005, ISBN 3-9807361-7-2

(Zusätzliches unter)